# Trachypithecus obscurus obscurus
O Trachypithecus obscurus obscurus é uma das 7 subespécies de Trachypithecus obscurus.

## Estado de conservação
Esta subespécie encontra-se na lista vermelha da IUCN como não ameaçada, pois embora esteja susceptível a perda de habitat e a caça encontra-se numa variedade de habitats.